# Kriegerdenkmal (Bergheim)

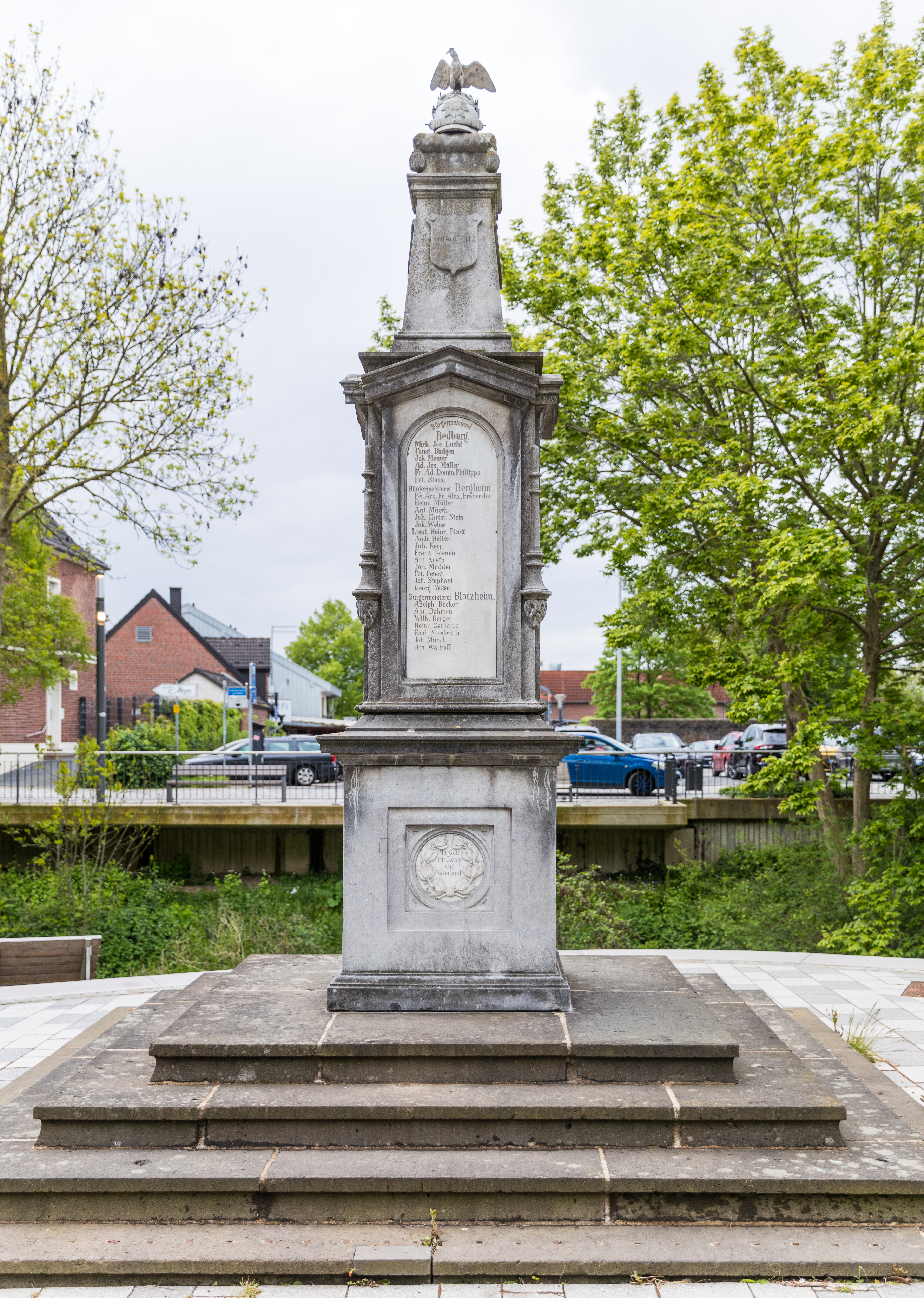
Das Kriegerdenkmal

Das Kriegerdenkmal Bergheim ist ein 4,50 Meter hohes Ehrenmal aus Muschelkalk in der Kirchstraße der Kreisstadt Bergheim im Rhein-Erft-Kreis in Nordrhein-Westfalen.

## Beschreibung und Baugeschichte
Eingeweiht wurde das Kriegerdenkmal an der Erft 1872. Der Sockel zeigt einen Lorbeerkranz, das Symbol für Ruhm, Sieg und Unsterblichkeit. Der schmalere Mittelteil nennt die Namen von 113 Gefallenen des Deutschen Krieges 1866 und des Deutsch-Französischen Krieges 1870/71, nach den Bürgermeistereien des Kreises Bergheim (Erft) geordnet. Die Ecken dieses Denkmals schmücken vier nach unten gerichtete Fackeln als Sinnbilder des erloschenen Lebens. Den oberen Teil des Ehrenmals bildet ein Obelisk, Sinnbild für Tugend und Standhaftigkeit. In vier kleinen Platten sind die Namen siegreicher Schlachten beider Kriege genannt. Die Spitze des Obelisken bildet ein Bronzeadler auf einem mit Lorbeer bekränzten Helm.
Der Schriftzug in dem Lorbeerkranz auf der Ostseite ist mit der Losung versehen: „Mit Gott für König und Vaterland“, die auf der gegenüberliegenden Seite reflektiert wird: „Gott war mit uns, ihm sei die Ehre“. Auf der Westseite steht die Widmung: „Seinen in den Jahren 1866, 1870/71 gefallenen Angehörigen des Kreises Bergheim“.
Bis zum Ende des Zweiten Weltkrieges standen neben dem Kriegerdenkmal zwei französische Beutekanonen aus dem Deutsch-Französischen Krieg. Zu beiden Seiten des Kriegerdenkmals wurden seit einigen Jahren Gedenktafeln angebracht, die an die Opfer der nationalsozialistischen Gewaltherrschaft sowie von Flucht und Vertreibung erinnern.